# Ghiacciaio Meridiano
Il ghiacciaio Meridiano (in inglese Meridian Glacier) è un ghiacciaio lungo circa 15 km situato sulla costa di Fallières, nella parte sud-occidentale della Terra di Graham, in Antartide. Il ghiacciaio, il cui punto più alto si trova a circa 930 m s.l.m., fluisce verso sud lungo il versante occidentale dell'altopiano Godfrey fino a unirsi al flusso del ghiacciaio Clarke tra il picco Behaim e e il colle Elton.

## Storia
Finn Rønne e Carl R. Eklund del Programma Antartico degli Stati Uniti d'America percorsero questo ghiacciaio nel gennaio del 1941. La formazione fu poi sorvolata dapprima durante la Spedizione antartica di ricerca Ronne nel novembre del 1947 e poi durante una spedizione del British Antarctic Survey, che all'epoca si chiamava ancora Falkland Islands and Dependencies Survey, nel dicembre del 1958. Il ghiacciaio fu poi battezzato con il suo attuale nome dal Comitato britannico per i toponimi antartici in virtù del fatto che fluisce lungo il meridiano nord-sud.